# Eucharidema fractura
Eucharidema fractura är en fjärilsart som beskrevs av Louis Beethoven Prout 1916. Eucharidema fractura ingår i släktet Eucharidema och familjen mätare. Inga underarter finns listade i Catalogue of Life.